# Krigsåret 1706

## Pågående krig
- Indiankrigen
  - Drottning Annas krig (1702 - 1713) Även del av Spanska tronföljdskriget.

- Spanska tronföljdskriget (1701-1714)[1]
  - Frankrike, Bayern, Köln och Mantua på ena sidan
  - Österrike, England, Hannover, Nederländerna, Preussen, Tysk-romerska riket och Savojen på andra sidan

- Stora nordiska kriget (1700 - 1721)[1]
  - Ryssland, Polen-Litauen och Sachsen på ena sidan
  - Sverige och Holstein-Gottorp på andra sidan.

## Händelser

### Januari
- 15 - Karl XII segrar över Ryssland i slaget om Grodno.

### Februari
- 3 - Sverige besegrar Sachsen, Ryssland och Polen-Litauen i slaget vid Fraustadt.

### Maj
- 23 maj - Hertigen av Marlborough besegrar Frankrike och Bayern i slaget vid Ramillies.

### September
- 14 september - August den starke avsäger sig den polska kronan vid freden i Altranstädt

### Oktober
- 19 oktober - Sachsen, Polen och Ryssland segrar över Sverige i slaget vid Kalisch

### Fotnoter
1. 1 2  ”World Statesmen”. http://www.worldstatesmen.org/WARS.html. Läst 28 juni 2011.